# 日本の大学野球
日本の大学野球（にほんのだいがくやきゅう）とは、日本における大学相当の教育機関に所属する野球部が主体となって行われる野球競技の一般総称である。
対象となる組織は、大学以外に高専（高等専門学校。但し、高専チームの部員登録対象は後半期学年に当たる第4学年・第5学年のみ）と短期大学、ならびに大学相当の教育を行う省庁大学校 の野球部である。また、6年制を採っている学部生（主に医歯薬関連学部）の場合は、生涯通年として最大4年間までの制限の下でその登録・在籍の対象になっている。

## 概略
元来、野球競技は、現在で言うところの硬式野球のことであり、準硬式野球、軟式野球は日本で生まれた独特の派生競技である。従って、日本国内における大学野球も、硬式野球を前提に発展してきた。
野球自体は、古くはアメリカから導入されたスポーツであるが、日本における創成期の頃は、高等教育機関である、大学・専門学校・高等学校などの学生が積極的に行ったため、当初はエリート学校の学生が行う遊戯として始まり、他の学校や一般庶民に普及していった。人気の面でも第二次大戦後までは職業野球より高かった。
その野球競技が普及する過程で、その中から少年野球を中心にして広まった軟式野球が成年にも広まり、しだいに大学生の間にも広まっていき、やがてはその中からより硬式に近い感覚でできるものとして（使用球の開発とともに）準硬式野球が生まれた。
このように日本国内においては、野球競技が硬式野球・準硬式野球・軟式野球に細分化されて発達。また、競技の過熱化の影響から政府による野球統制令なども生まれた。しかし数年を経た後に、野球分野の指導者たちが政府の干渉を嫌って独自の連盟組織を立ち上げ強化する努力を行い、法案廃止にまで至るなどの歴史的経緯の結果、それぞれの野球連盟は他のスポーツ競技連盟の多くが加盟する日本体育協会などの統制組織には入らず独自の運営を行ってきた。これは、大学野球だけにとどまらず、ほかの各種の野球競技においても似たような情況を経てきており、こういった状況が現在の日本国内における野球競技の組織運営形態の複雑さに色濃く残ったものとなっている。従って大学野球においても硬式野球・準硬式野球・軟式野球は基本的には一つに統一されていないそれぞれ別管轄として運営されている。
短期大学チームも大学の一部として対象になるが、実際には各連盟毎に異なった加盟条件の細部規定があり、短期大学チームは認めていない連盟、単独チームは可能だが、短期大学部の学生を通常の4年制大学チームとして登録する事は禁止している連盟など様々である。高専単独チームも、チーム登録部員を4～5年生に制限する（後述を参照）事で短期大学単独チームと同列に参加を認めている連盟もある。
また、元来は男性が主体で行う競技とされてきた経緯があるが、近年になって女子野球（硬式・軟式）も新たに加わる形となって過渡期を迎えており、女子の競技者やチームをどういった形で受け入れていくかも、硬式・準硬式・軟式の分野でそれぞれ独自の方針に従って行われている。（一般社会人もまた別の規定などがある。）
以上の経緯から、同じ種別（硬式・準硬式・軟式）の野球部なら、どの野球連盟（後述を参照）傘下に加盟するかは、その野球チームの任意となる。学校単位の学生チームも地域の社会人野球連盟に登録することも可能であるが、協約により学生と社会人双方への重複加盟は禁止されている。但しその協約は、あくまで日本学生野球協会と日本野球連盟との間のもので、軟式野球・準硬式野球・女子野球や医科学生総合体育連盟のような他競技連盟に参加しているチームには適用されない。
硬式野球チームにおいても、医科歯科系チーム（医科大学・医学部単独、歯科大学・歯学部単独）は、学制が新制に移行する以前から通常の大学・学部と履修年度数が違う事によるチーム事情の違いから、全日本大学野球連盟には所属せずに別活動を行っているチームの方が多い。
なお、医科歯科系単独チームの野球部の活動については、東日本医科学生総合体育大会、西日本医科学生総合体育大会、全日本歯科学生総合体育大会なども参照の事。
以下に加盟の選択肢例を説明する。
1. 大学と大学校の硬式野球部は、全日本大学野球連盟の傘下連盟と日本野球連盟・一般の部の2通りの選択が可能[6]。（2006年現在、社会人・一般の部所属は全国で2例有り。）
2. 医科大学や医学部の硬式野球部は、全日本大学野球連盟の傘下連盟と医科学生総合体育連盟と日本野球連盟・一般の部の3通りの選択が可能[6]。
3. 歯科大学や歯学部の硬式野球部は、全日本大学野球連盟の傘下連盟と歯科学生総合体育連盟と日本野球連盟・一般の部の3通りの選択が可能[6]。
4. 短大の硬式野球部は、全日本大学野球連盟の傘下連盟と日本野球連盟の2通りの選択が可能[6]。
5. 高専の硬式野球部の4~5年生チームは、全日本大学野球連盟の傘下連盟と日本野球連盟の2通りの選択が可能[6]。
6. 女子硬式野球部は、全日本大学女子野球連盟と全日本大学野球連盟の傘下連盟と日本野球連盟・一般の部の3通りの選択が可能[6]。
7. 女子軟式野球部は、全日本大学女子野球連盟と全日本軟式野球連盟・一般の部と全日本女子軟式野球連盟・一般の部の3通りの選択が可能。

短大および女子について
一般的にはどの連盟も女子部員や女子チームも登録可能。但し、特に全日本大学野球連盟の傘下連盟については女子部員や女子チームの扱いの他にも短大チームや短期大学部生部員の扱いについても別に細かい規定があるので、詳細は当該関連記事を参照の事。

## 主な大会について
硬式野球・準硬式野球・軟式野球（女子野球も含む）ともに、リーグ戦は基本的に春秋の年間2シーズン制で行われているが、年間の最大タイトルとしてナンバーワンを争う全国大会（全国からの代表が集まる選手権大会）は概ね晩春～夏にかけて行われる。そのため、その大会の代表には春季リーグ戦の優勝校が当てられる。他の多くの大学スポーツ競技のリーグ戦の本番（年間最大タイトル）が秋季～冬季に開催されているのに比べて異質といえる。秋季リーグ戦の優勝校による大会は、全国規模ではない場合（東西地域に限定）や、全国規模であっても選手権大会に比較してより小さい形で行われている。そういう背景から、かつては秋季のリーグ戦後の大会が存在しなかった時期や、リーグ戦の運営そのものが、春季には選手権大会に向けて総当り戦として実施しているにも拘らず、秋季にはトーナメント大会として実施していたり、同じ総当たり戦でも、春季は勝ち点制で行い、秋季は1回戦総当りや2回戦固定の勝率制にして会期を短くする工夫を行うリーグなどもあった。このように、大学野球界では、一部の伝統リーグや主要リーグを除いて、長年、全国ナンバーワンのタイトルに繋がらない秋季大会（リーグ戦）は春季に比較すれば軽視してきた土壌がある。秋季リーグ戦後に行われる大会の歴史が春季リーグ戦による代表を集めて行われる選手権大会に比べて浅いのは、こういった歴史的な背景によるもの。（後述の年間タイトルの節も参照の事）
以下に、主な大会を要覧する。

### 硬式野球
- 全国規模
  - 全日本大学野球選手権大会　（主催：全日本大学野球連盟。6月中旬頃開催）
  - 日本学生野球協会結成記念野球大会・大学の部　（主催：日本学生野球協会。1946年～1964年に3月下旬～4月上旬に開催。現在は消滅）
  - 明治神宮競技大会野球競技・大学の部　（主催：大日本体育協会。1924年～1942年に開催。現在は消滅）
  - 明治神宮野球大会・大学の部　（主催：日本学生野球協会。11月中旬開催。）
    - 北海道・東北地区大学野球王座決定戦（明治神宮野球大会、北海道・東北地区5連盟代表決定戦）
※代表決定戦としては1987年に創設。（1996年からは「王座決定戦」として実施）
    - 関東地区大学野球選手権大会（明治神宮野球大会、関東地区5連盟代表決定戦）
※2005年に創設
    - 愛知・東海・北陸3連盟王座決定戦（明治神宮野球大会、北陸・東海地区3連盟代表決定戦）
※2005年に創設。名称の変遷：北陸・東海地区3連盟代表決定戦（2005年）→中部地区大学野球王座決定戦（2006年）→愛知・東海・北陸3連盟王座決定戦（2007年）
    - 関西地区大学野球選手権大会（明治神宮野球大会、関西地区5連盟代表決定戦）
※1984年に創設（2002年までの名称は「明治神宮野球大会・関西地区代表決定戦」）
    - 中国・四国地区代表決定戦（明治神宮野球大会、中国・四国地区3連盟代表決定戦）
※1992年に創設
    - 九州大学野球選手権大会（明治神宮野球大会、九州地区3連盟代表決定戦）
※1994年に創設

  - 東日本医科学生総合体育大会・硬式野球競技の部　（主催：東日本医科学生総合体育連盟・野球競技専門部会）
  - 全日本歯科学生総合体育大会・硬式野球競技の部　（主催：全日本歯科学生総合体育連盟・野球競技専門部会）
  - 都市対抗野球／社会人野球日本選手権大会　※協約の関係で社会人連盟と大学野球連盟との重複加盟は禁止。（移籍は可能）
- 限定地域　（全国大会の出場につながらない個別の大会。ただし大学間の定期戦や各リーグ単独に行われる新人戦等は除く。）
  - 北海道地区大学野球王座決定戦　（2007年で第2回）
  - 東北地区大学野球選手権大会　（2007年で第2回）
  - 吾妻杯争奪大学野球選手権大会　（2007年で第32回）
  - 石川県大学野球定期戦（金沢市長杯争奪、2007年で第16回）
  - 北陸私立大学野球選手権大会（中日旗争奪、2007年で第15回）
  - 関西地区大学野球5リーグ対抗戦　（2007年で第14回）※但し、優勝リーグには秋に実施される明治神宮野球大会・関西地区代表決定戦のシード権が得られる（2006年度以降）。
  - 全京都大学野球トーナメント大会　（2007年で第15回）
  - 兵庫県大学野球選手権大会（神戸新聞社杯争奪、2007年で第3回）
  - 岡山県大学野球大会 (山陽新聞社杯　2012年で第1回)
  - 各地区大学体育大会・硬式野球競技の部　 （日本の大学スポーツ競技・団体一覧なども参照）
    - 北海道地区大学体育大会
    - 東北地区大学総合体育大会
    - 関東甲信越大学体育大会
    - 四国地区大学総合体育大会
    - 九州地区大学体育大会
    - 東京地区国公立大学体育大会
    - 東海地区国立大学体育大会
    - 北陸地区国立大学体育大会
    - 中部地区国立大学体育大会
    - 近畿地区国立大学体育大会
    - 全国七大学総合体育大会
    - 中国五大学学生競技大会

### 準硬式野球
- 全国規模
  - 全日本大学準硬式選手権大会　（主催：全日本大学準硬式野球連盟。春季リーグ終了後に開催）
  - 全日本大学選抜準硬式野球大会　（主催：全日本大学準硬式野球連盟。春季リーグ終了後に開催）
  - 全日本大学9ブロック対抗準硬式野球大会　（主催：全日本大学準硬式野球連盟。秋季リーグ終了後に開催）
  - 全日本医科学生総合体育大会王座決定戦・準硬式野球競技の部　（主催：全日本医科学生総合体育協会・野球競技専門部会）
    - 東日本医科学生総合体育大会・準硬式野球競技の部　（主催：東日本医科学生総合体育連盟・野球競技専門部会）
    - 西日本医科学生総合体育大会・準硬式野球競技の部　（主催：西日本医科学生総合体育連盟・野球競技専門部会）

  - 全日本歯科学生総合体育大会・準硬式野球競技の部　（主催：全日本歯科学生総合体育連盟・野球競技専門部会）
- 限定地域
  - 各地区大学体育大会・準硬式野球競技の部　 （日本の大学スポーツ競技・団体一覧なども参照）
    - 北海道地区大学体育大会
    - 東北地区大学総合体育大会
    - 関東甲信越大学体育大会
    - 四国地区大学総合体育大会
    - 九州地区大学体育大会
    - 東京地区国公立大学体育大会
    - 東海地区国立大学体育大会
    - 北陸地区国立大学体育大会
    - 中部地区国立大学体育大会
    - 近畿地区国立大学体育大会
    - 全国七大学総合体育大会
    - 中国五大学学生競技大会
    - 九州・山口医科学生体育大会

### 軟式野球
- 全日本大学軟式野球選手権大会　（主催：全日本大学軟式野球連盟　春季リーグ戦後に開催）
- 東日本大学軟式野球選手権大会　（主催：全日本大学軟式野球連盟　秋季リーグ戦後に開催）
- 西日本大学軟式野球選手権大会　（主催：全日本大学軟式野球連盟　秋季リーグ戦後に開催）
- 全日本学生軟式野球選手権大会　（主催：全日本学生軟式野球連盟　春季リーグ戦後に開催）
- 東日本学生軟式野球選手権大会　（主催：全日本学生軟式野球連盟　秋季リーグ戦後に開催）
- 西日本学生軟式野球選手権大会　（主催：全日本学生軟式野球連盟　秋季リーグ戦後に開催）
- 関東大学軟式野球同好会選手権大会　（主催：NIKE）

※上記に参加していない軟式野球同好会・サークルも多数あり、草野球大会などに参加している。

### 女子野球
硬式野球
- 全国大学女子硬式野球選手権 高知大会（主催：全日本大学女子硬式野球連盟、毎年5月開催。）
- 全国大学女子硬式野球選手権大会（主催：全日本大学女子硬式野球連盟、毎年8月開催。）

軟式野球
- 全日本大学女子野球選手権大会（主催：全日本大学女子野球連盟）

### 高専野球
高専野球大会（全国高等専門学校総合体育大会・野球競技の部）は、1~5年生（高校1~3年＋大学1~2年相当）対象の大会で大学野球の範疇から外れる為、当項目の対象外。但し、4~5年生のみで編成したチームは、近隣の大学野球連盟が認めている場合に限り参加可能になっている。

## 大学野球競技団体と他の団体との関係について
大学野球を含むアマチュア野球界は、長年、社会人野球・大学野球・高校野球・少年野球・学童野球・女子野球・その他の学生野球（専門学校、高専）の団体が複雑に絡み合って発展し、且つ、それぞれが独立して運営されてきた。大学生がやる野球という意味での大学野球を説明する場合はさらに複雑（硬式の連盟は日本学生野球協会傘下だが、準硬式や軟式の連盟は全日本軟式野球連盟の傘下だし、女子野球はさらに異なる。）に分かれている。従って、大学野球の各団体や関連団体の関係を説明する場合、アマチュア野球界としての関連の中で説明した方が全体の構図としてわかり易く、他との重複部分も多いので、アマチュア野球の項での当該説明を参照の事。

## 沿革

### 明治期（1868〜1911）

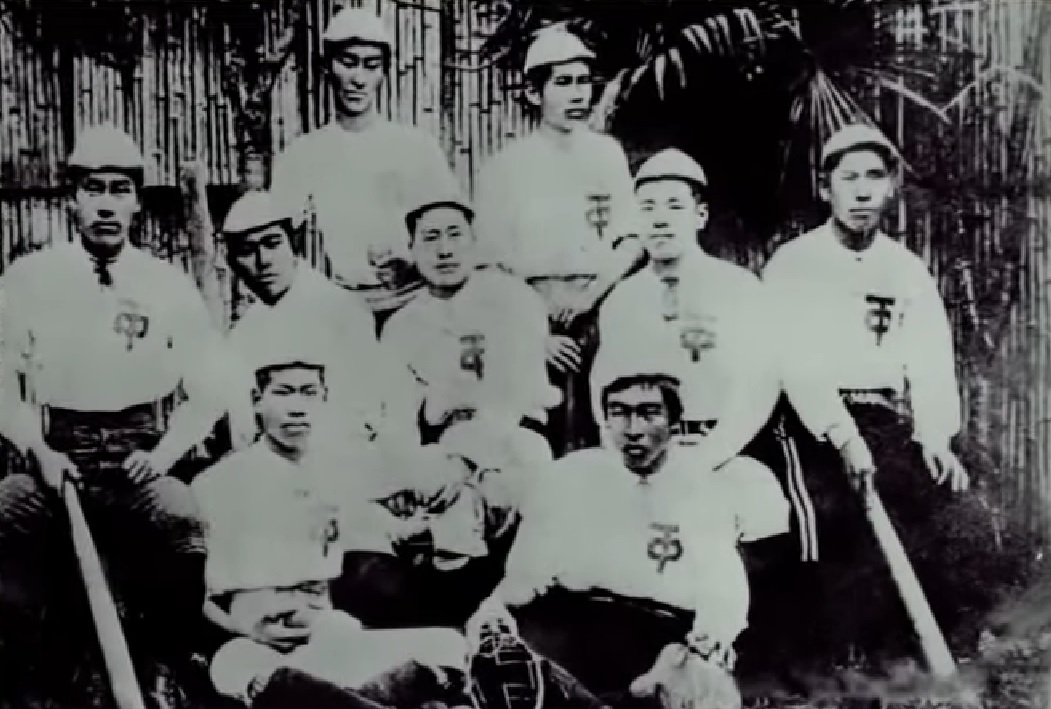
第一高等中学校野球部（1890年）

- 1872年 - 第一大学区第一番中学（後の第一高等学校）でアメリカ人教師ホーレス・ウィルソンが学生たちに教えたのが日本における野球の始まり
- 1873年 - 開拓使仮学校（札幌農学校の前身）のアメリカ人語学教師アルバート・ベイツ（Albert G. Bates）が野球を教え、生徒チームの試合が行われる
- 1878年 - 新橋駅の鉄道関係者によって、新橋アスレチック倶楽部（初の社会人野球チーム）が結成
- 1882年 - 駒場農学校（後の帝国大学農科大学）が新橋倶楽部と日本初の対抗試合を実施
- 1883年 - 東京英和学校（後の青山学院、1949年に大学に改称）、工部大学校（後に東大に合併）の野球部が創部。立教大学校（後の立教大）、東京英和学校、新橋アスレチック倶楽部が新橋停車場内の広場で野球対抗戦を行う
- 1885年 - 波羅大学（後の明治学院、1949年に大学に改称）の野球部が創部
- 1886年 - 工部大学校と波羅大学が対抗戦を実施。帝国大学令制定により工部大学校は帝国大学に合併、また第一高等中学校が予備門として分離され、チームもそれぞれが引き継がれる
- 1888年 - 慶應義塾（後の慶大、大学部は1890年）の野球部が創部。一中（後の第一高等学校）が野球部を創設
- 1889年 - 学習院（後の学習院大、1949年に改称）、政法学校（後の同志社大、1912年改称）の野球部が創部
- 1890年 - 東京農林学校（旧駒場農学校）が帝国大学農科大学に吸収され、野球チームも引き継がれる
- 1890年 - インブリー事件
- 1897年 - 京都帝国大学設置により帝国大学は東京帝国大学となり、野球チームも引き継がれる
- 1899年 - 関西学院高等商業部（後の関西学院大、1932年改称）の野球部が創部
- 1901年 - 東京専門学校（後の早大、1902年改称）の野球部が創部
- 1902年 - 学制改革により5年制の高等中学が中学校（現在の高等学校に相当）と同じ3年制に変更。それまでの4,5年生は大学の予科に吸収し、それぞれの野球チームも引き継がれる

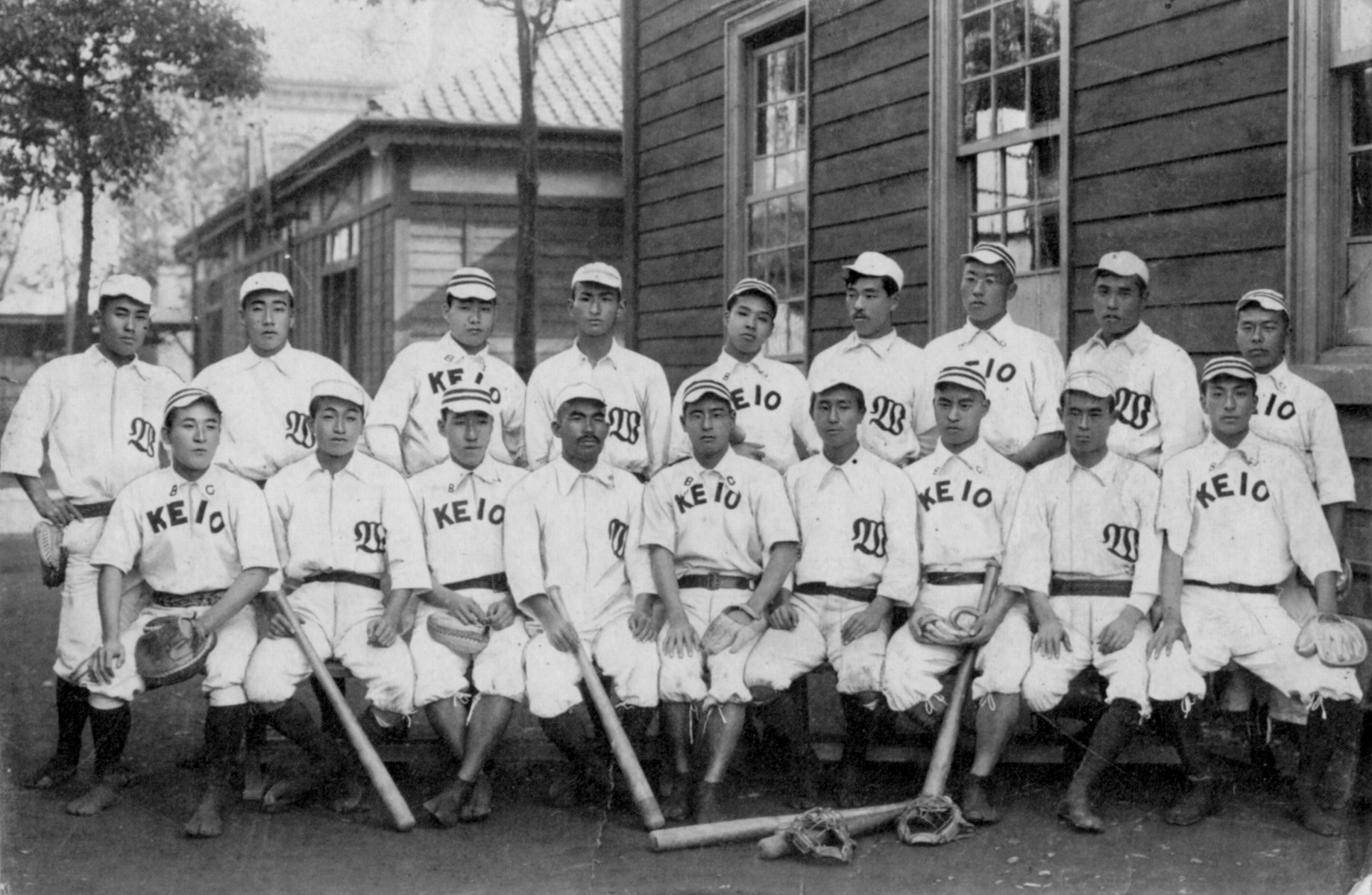
第1回早慶戦の両校選手
（1903年11月21日）

- 1903年 - 3月、専門学校令公布（大学を称する私立学校の認可が開始）
- 1903年 - 第1回早慶戦開始
- 1903年 - 官立神戸高等商業学校（現在の神戸大。1929年に神戸商業大、1944年に神戸経済大、1949年に神戸大に改称）の野球部が創部
- 1905年 - 早大野球部が安部磯雄部長引率のもと日本の野球チームとして初のアメリカ遠征を行い（26戦7勝19敗）、米国野球の最新知識を得て帰国
- 1906年 - 応援の過熱により早慶戦中止。一高三高定期戦開始
- 1906年 - 大阪高等工業学校（現在の大阪大工学部。1929年に大阪工業大、1933年に大阪帝大工学部、1949年に大阪大工学部と改称）の野球部が創部
- 1909年 - 立大の野球部が当時の大学当局から承認
- 1910年 - 明大、東京高等農学校（後の東京農業大、1911年に改称）の野球部が創部

### 大正期（1912〜1925）
- 1913年 - 龍谷大の野球部が創部

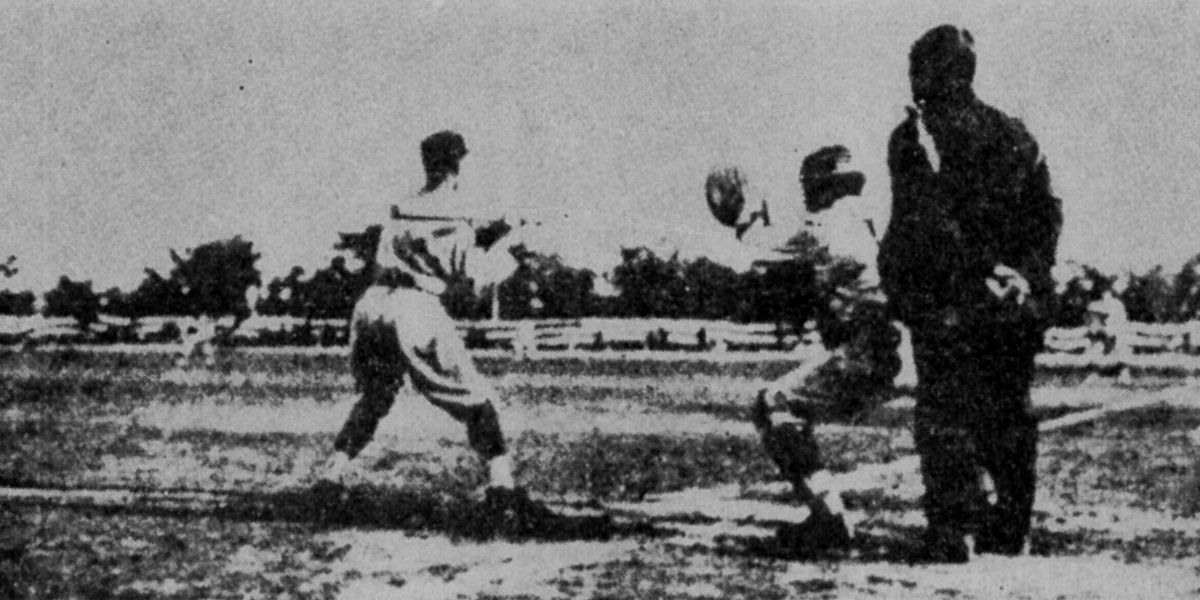
1915年春の慶明戦（柏木球場）

- 1914年 - 明大野球部の主唱により三大学（早慶明）リーグ結成（のちに法、立、帝が加盟、早慶戦は1925年まで復活せず）
- 1915年 - 全国中等学校優勝野球大会開始
- 1915年 - 法大、関西大、上智大の野球部が創部
- 1916年 - 大阪高等商業学校（1928年から大阪商科大、後の大阪市立大）の野球部が創部
- 1916年 - この頃から景気の繁栄を受けて会社組織が続々とチーム（社会人野球チーム）を持つようになった
- 1917年 - 当時の関西地域の有力校8校により関西学生野球連盟（初代）を設立（数年後には解散）
- 1917年 - 大阪歯科医学専門学校（後の大阪歯科大、1947年に改称）の野球部が創部
- 1917年 - （東京）三大学リーグに法大が加盟し、四大学リーグへ
- 1918年 - 大学令公布（認可大学は旧制大学を参照）
- 1919年 - 東京帝大（後の東大、1947年に改称）の野球部が創部
- 1920年 - 國學院大、拓殖大の野球部が創部
- 1920年 - 「合資会社日本運動協会」設立（プロ野球の始まり）
- 1920年 - 全国実業団野球大会（社会人野球）がスタート、1926年（大正15年＝昭和元年）まで毎年開催
- 1921年 - （東京）四大学リーグに立大が加盟し、五大学リーグへ。京都帝大（後の京都大、1947年に改称）の野球部が創部

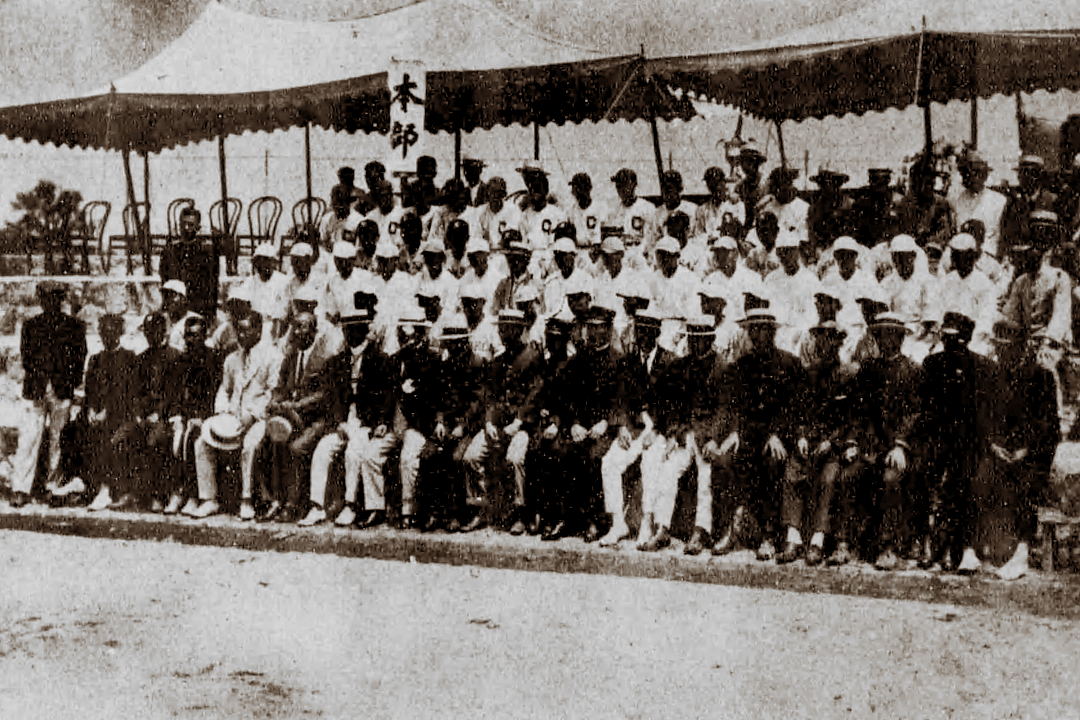
第1回全国高専野球決勝大会出場校（一高、小樽高商、神戸高商、長崎高商）

- 1922年 - 大阪外国語学校（後の大阪外国語大、1949年に改称）、東京商科大（後の一橋大、1949年に改称）の野球部が創部
- 1923年 - 後の近畿学生野球リーグの母体になる官立三校野球連盟（神戸大、大阪大の前身3校で構成）が創設
- 1923年 - 日本大の野球部が創部
- 1924年 - 選抜中等学校野球大会開始
- 1924年 - 全国高等専門学校野球大会（高専野球）開始（東京、京都、東北、九州の四帝大主催、朝日新聞社後援。各帝大所在地で予選、地区代表チームで優勝戦）
- 1924年 - 8月、甲子園球場完成、春と夏の中等野球大会は同球場で実施されることになる
- 1924年 - 東洋大、和歌山高等商業学校（後の和歌山大、1949年に改称）の野球部が創部
- 1925年 - 東京六大学野球連盟を結成、リーグ戦を開始。早慶戦復活
- 1925年 - 専修大、立命館大、高野山大の野球部が創部。東京新大学野球連盟 (旧連盟)が結成

### 昭和期（1926〜1988）

神宮球場奉献式（1926年10月23日）

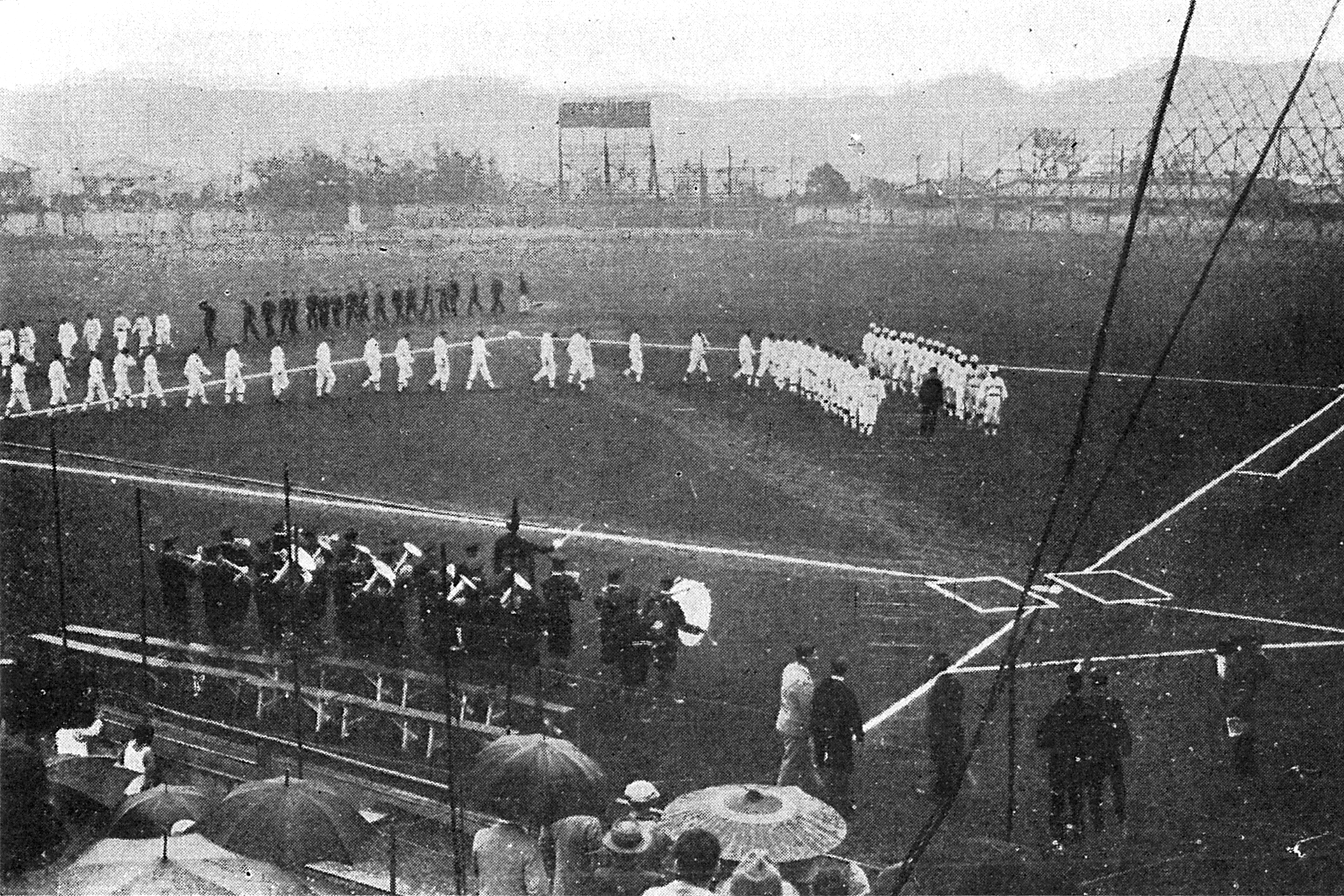
五大学リーグの発会式（1931年4月29日、戸塚球場）

- 1926年 - 明治神宮外苑野球場完成、奉献式に摂政宮（のちの昭和天皇）台臨。東京六大学の優勝校に摂政杯が下賜される
- 1926年 - 東京新十大学野球連盟結成（短期間で消滅）
- 1927年 - 1923年創設の官立野球連盟が加盟校増加により関西六校野球連盟（初代）に改称
- 1927年 - 全国実業団野球大会を発展的に解消し都市対抗野球大会として新たにスタート（社会人野球）
- 1927年 - 東京六大学野球の実況放送開始（秋の早明戦から）
- 1928年 - 京都大学専門学校野球連盟から旧制大学が独立し京都五大学野球連盟を設立
- 1928年 - 関西六校野球連盟（初代）が加盟増により関西学生野球連盟（名称としては2代目）に改称
- 1928年 - 全国高等専門学校野球大会は阪神電鉄の後援も受け、試合会場は甲子園球場となる
- 1929年 - 後の関西六大学リーグの母体になる三大学対校戦（関西大、同志社大、京都帝大）が開始
- 1930年 - 中央大の野球部が創部
- 1931年 - 春に五大学野球連盟（東都大学野球連盟の前身）、秋に関西六大学野球連盟（旧連盟。当時は名称としては2代目の関西六校野球連盟）が創設し、それぞれリーグ戦を開始
- 1931年 - 東京文理科大、拓殖大、東洋大により三大学野球連盟結成（のちに東京工業大と東京商科大が加わるも1934年解散）
- 1934年　「大日本東京野球倶楽部」（プロ野球チーム）が設立
- 1935年 - 全国高等専門学校野球大会が高等学校と専門学校に分離（全国高等学校野球大会と全国実業専門学校野球大会を設立）
- 1936年 - 「日本職業野球連盟」（プロ野球）設立
- 1943年 - 戦争激化により、全てのスポーツ競技大会の中止・中断、連盟の一時解散を実施
- 1945年 - 戦争終了により、10月に東京六大学OB戦、11月に全早慶戦を挙行
- 1946年 - 各地で連盟活動が再開（東京六大学野球、東都大学野球、関西六大学野球など）
- 1946年 - 2月、全国中等学校野球連盟結成
- 1946年 - 12月、日本学生野球協会を設立
- 1947年 - 日本学生野球協会結成記念野球大会を開始（4月）
- 1947年 - 学制改革に伴い全国中等学校野球連盟を全国高等学校野球連盟へ改称
- 1947年 - 全国大学野球連盟と全国新制大学野球連盟がそれぞれ発足
- 1947年 - 戦前の関西学生野球連盟所属校が中心になり大阪三大学野球リーグが開始
- 1947年 - 全国大学野球王座決定戦を開始（11月）
- 1947年 - 東京六大学軟式野球リーグ、東都大学軟式野球リーグ、関西六大学軟式野球リーグが開始（いずれも現在の準硬式野球リーグ）
- 1948年 - 加盟校増加により大阪三大学野球リーグを近畿六大学野球連盟に改称
- 1948年 - 全国高等学校野球大会と全国実業専門学校野球大会は学制改革のため、この年限りとなる
- 1949年 - 全日本大学軟式野球連盟を結成。第1回全日本大学軟式野球大会を実施
- 1949年 - 日本社会人野球協会が創設
- 1950年 - 日本学生野球憲章制定
- 1950年 - 全国大学野球連盟と日本社会人野球協会、全日本軟式野球連盟が協力し日本アマチュア野球規則を制定
- 1950年 - 全国新制大学野球選手権大会を開始（7月）
- 1950年 - 日本野球連盟 (プロ野球)がセントラル・リーグとパシフィック・リーグに分裂
- 1951年 - 全日本学生軟式野球大会の使用球が準硬式球に変更。（連盟名、大会名はそのまま。以降大学軟式野球は準硬式野球のことを示すこととなる）
- 1951年 - 日本産業対抗野球大会（社会人野球）がスタート
- 1952年 - 全国大学野球連盟へ全国新制大学野球連盟を統合する形で全日本大学野球連盟が発足。全日本大学野球選手権大会を開始（8月）
- 1953年 - 日本学生野球協会が財団法人として認可
- 1956年 - 8月、全国高校軟式野球大会（現在の全国高等学校軟式野球選手権大会）開始
- 1959年 - 全日本大学選抜軟式野球大会（現在の全日本大学選抜準硬式野球大会）を開始
- 1961年 - 関西大学野球連合が発足
- 1964年 - 本年度を最後に日本学生野球協会結成記念野球大会を廃止
- 1964年 - 東都大学野球連盟で分裂騒動。脱退組が首都大学野球連盟を設立
- 1965年 - 日本野球機構（プロ野球）主催の第1回新人選手選択会議（ドラフト会議）を実施
- 1966年 - 9月に日本アマチュア野球協会から脱退
- 1970年 - 明治神宮野球大会（明治神宮と共催）を開始
- 1970年 - 日本社会人野球協会との間で日本アマチュア国際委員会を結成
- 1972年 - 日米大学野球選手権大会を開始、全日本選抜チームが出場
- 1973年 - 全日本大学9ブロック対抗軟式野球大会（現在の全日本大学9ブロック対抗準硬式野球大会）を開始
- 1974年 - 日本産業対抗野球大会が社会人野球日本選手権大会に以降
- 1978年 - 全日本学生軟式野球・軟式の部（当時A号球の部）の全国大会が開始
- 1979年 - 全日本大学野球連盟が財団法人として認可
- 1982年 - 関西大学野球連合が解散・再編騒動。既存4リーグを5リーグに再編
- 1987年 - 全国大学女子軟式野球連盟（現在の全日本大学女子野球連盟）の結成。第1回全国大学女子軟式野球選手権大会（現在の全日本大学女子野球選手権大会）を開催
- 1992年 - 全日本大学軟式野球連盟が全日本学生軟式野球連盟（A号軟式野球）と統合合併。新たな全日本大学軟式野球連盟（2代目）を設立し、それぞれ傘下の「準硬式の部」、「軟式の部」となる
- 1993年 - 全日本大学軟式野球連盟軟式の部の傘下連盟・チームの大半が離反し、新たな全日本学生軟式野球連盟（2代目）を設立（関東を含む東日本側の大半の傘下連盟・チームは後に復帰・再加盟）
- 2000年 - 全日本大学軟式野球連盟が軟式の部を再び分離し、準硬式の部のみの全日本大学準硬式野球連盟に改称。分離された軟式の部は全日本大学軟式野球連盟（3代目）を設立

### 平成期（1989〜）
- 1990年 - 日本野球連盟と全日本アマチュア野球連盟を結成
- 1991年 - 全日本アマチュア野球王座決定戦が開始
- 1991年 - 全日本学生軟式野球連盟・準硬式の部が全日本大学軟式野球連盟を設立し分離。同、軟式の部も併設
- 1995年 - 全日本学生軟式野球連盟の準硬式の部、軟式の部をそれぞれ分離。全日本大学準硬式野球連盟、全日本大学軟式野球連盟が新たに誕生
- 1997年 - 全日本アマチュア野球王座決定戦が終了
- 1999年 - 愛知大学野球連盟で分裂騒動。1年半後に沈静化
- 2002年 - 世界大学野球選手権大会が開始
- 2012年 - 参加国が4ヵ国と少ないため世界大学野球選手権大会が中止

## リーグの創設年に関して
※細部の前後関係に関しては前述の沿革も参照のこと。
全日本大学野球連盟の傘下に所属している大学野球リーグの創設年は、現存リーグへの継承という観点で捉えても、どこにルーツを求めるかで見解が多少異なる。雑誌メディアや全日本大学野球連盟発行物に記載の各リーグ創設時期は、リーグによっては過去の再編経緯での混乱や遺恨がらみについて関連他リーグへの考慮のため、付き合わせた場合に差しさわりがない時期として実態のあらましとは異なるものを公表している部分がある。またリーグによっては、名称変更などがあった場合、リーグの前史や母体の歴史を一切切り捨てて現状のリーグ名称になった年を創設年として申告している場合がある。
現存の大学野球リーグの中での最古の歴史を持つのは、早慶の両校間の対抗戦（1903年開始）から始まった歴史を持つ東京六大学野球リーグ（東京六大学としては1925年、母体となった三大学リーグとなったのは1914年）であるが、2番目なのはどこか?という命題については観点・条件が変わると変わってしまう。旧制大学リーグとしては、東京六大学、（旧）関西六大学、東都ということになるが、旧制大学以外も参加していた学生野球リーグという観点に広げると、現在の近畿学生リーグの母体リーグの方が、現存リーグとしては2番目の古さになる。（尚、近畿学生リーグは、旧制大学三リーグのみによる全国大学野球連盟に4番目の連盟として加盟を打診する予定 であったが、学制改革とその影響による直後の全国大学野球連盟と新制大学野球連盟との合併の流れの中で結局は実現に至らなかった。）
尚、関西圏の大学野球リーグについては、旧制時代から合従連衡が激しかったため複雑な経緯が絡む。大きな流れとしては、近畿学生リーグと（旧）関西六大学リーグに関係してくるが、（旧）関西六大学野球リーグとしてのリーグ戦開始時期は1931年秋だが、母体となる三大学対抗戦としては1929年となる。また、近畿学生野球リーグは、1948年の大阪三大学野球リーグを近畿六大学野球リーグに改編した年をもって公表上のリーグ創設としているが、大阪三大学野球リーグは、東京六大学、東都、（旧）関西六大学と同様に当時の戦時命令による解散（それぞれ戦後に復活したため、現在では正史上は一時中断・再開という扱いになっている）する前の関西学生野球連盟（1928年改称）、さらにはその母体の官立三校野球連盟（1923年創立）から続いてリーグである。他の三リーグと異なり戦後再開で名称が変わったのは、再開に際しその時点での賛同校が減った事情にリーグの実態を合わせた処置によるもので、継続性の観点で言えば他の三リーグと同様に、加盟校の変遷・名称変更・戦時の解散を経ており、条件においてもさほど大差はない。唯一異なるのが、戦後再開の時点での参加校が減ってしまった（但し再開の際に参加できなかったチームも殆どはその後は再加盟に至っている）点がある。
例えば東都の場合は、1936年当時の五大学野球連盟に6校目の新規参加があった時点で名称を現在につながる東都に変更しているが、創設年の公表上でも記録上でも単なる通過点として捉えて継続しているものとして、あくまで五大学リーグ創設（1931年）をもってリーグ創設としている。一方、近畿学生リーグではあくまで表向きは1948年を境に近畿六大学リーグ結成をもって別なものとして扱っている。実態は東都の場合と同じく加盟校の追加と名称変更である。同様に東京六大学リーグも、六大学結成前の三大学リーグ～五大学リーグ時代に関しては、近畿学生リーグと同じ様な扱いとしてあくまで前史（別なもの）としての扱いに留めている。また、戦後に順次独立して後に単独の代表権を得た地方のリーグでも、元の地区連盟内で分かれたリーグ戦を開始した年をリーグ創設とするところもあれば、リーグ戦・代表決定戦の経緯があってもあくまで全日本大学野球選手権大会での単独代表権を得た年を創設年としている場合もある。この様に、加盟校増や組織変更、それに伴う名称変更を「一旦終了、新結成」と捉えるか「単なる再編、継続」と捉えるかはあくまで関係者の解釈上の問題（発行物で前史に触れるかどうかもその連盟まかせ）であり、実態とは必ずしも一致しない場合もあるので、関連機関の公式発行物のものでも創設年や創設経緯を参照する場合は注意が必要（公式発行物で前史について触れられていないからといって、必ずしもその経緯や事実がなかったということではない）である。

## マスコミ報道関連について
既述のとおり、硬式・準硬式・軟式・女子野球などのカテゴリに分かれてそれぞれ発展・活動している大学野球界だが、マスコミの報道においては、硬式野球に関するものが圧倒的に量・質ともに多い。これは、通常「大学野球」と言えば（新聞や雑誌、テレビの報道なども含む）「硬式大学野球」の事を指すのが暗黙の了解になっていることからもうかがえる現象である。硬式以外では、準硬式の東京六大学、東都のリーグ戦は簡単ながら定期的に新聞やネットメディアで取り上げられるが、それ以外は大きな話題があった場合に野球関連誌などでトピックス的に触れられる程度となっている。

### 硬式大学野球について

#### 年間タイトルについて
所轄組織（全日本大学野球連盟または日本学生野球協会）による公式呼称ではなく、あくまでマスコミ報道（新聞の関連報道や関連雑誌記事中など）やファンの間で用いられるもの。全国規模の大会としては春秋の2大会（全日本大学野球選手権大会、明治神宮野球大会）であるが、大学野球（硬式）の分野ではよく「四冠」というものが用いられる。この場合、春秋の全国2大大会の他に春秋の各リーグ戦の優勝タイトルが含まれている。現在のシステム上では、一見して全国大会に出場するためにはリーグ優勝することが条件であるように見えるため矛盾あるいは重複による冗長表現であるように思えるが、現在でも秋季の全国大会（明治神宮野球大会）における代表枠の地区によってはリーグ優勝チーム以外にもその代表決定戦に出場できるルートが設定されており、また春季の全国大会（全日本大学野球選手権大会）でもかつては同様の代表枠の地区が存在したため、大学野球においては「全国大会優勝とリーグ優勝は別なもの」という認識が暗黙のものとして存在する。従って春秋のリーグ戦優勝タイトルと春秋の全国大会の優勝タイトルを合わせての「四冠」という呼称を用いている。
なお、春季全国大会の優勝校が出場して社会人野球代表チームとの間で争われていた全日本アマチュア野球王座決定戦が開催されていた時期は、そのタイトルも含めて「五冠」と称していた。

#### 出版物について
- 週刊ベースボール増刊「大学野球」／ベースボール・マガジン社　発行
大学野球の人気が低迷している時期にも孤軍奮闘で大学野球専門誌を発行し続けた老舗。かつては、大学野球専門誌ではなく、雑誌タイトルも「東京六大学野球特集号」であった（他リーグの話題は主要リーグの注目選手を中心に若干ある程度。その他の全国大会関連や他リーグ関連の記載は皆無）が、徐々に大学野球全体を扱う体制に変化して現在に至っている。長年、春秋の展望号を発行するスタイルであったが、2005年秋季から決算号の発行が久々に復活[12]、有名選手が人気チームに進学して大学野球の注目度が上がる機運に乗じて、2007年からは年間4回の発行体制になった。大学野球開催時の神宮球場や関西学生野球リーグ戦会場でも販売。
この他、ベースボールマガジン社では東京六大学野球を中心に連盟または各校の歴史を扱ったムック本、ベースボールカードを発行している。
- 神宮球場ガイドブック
一般書籍扱いではないが、ベースボール・マガジン社が編集に協力し、通信販売や神宮球場内で販売されていた。それまでの東京六大学、東都大学野球の各ガイドブックに代わり1986年春季号の創刊以降、春秋の年2回発行。名称の通り、神宮球場をフランチャイズにしている、東京六大学野球連盟、東都大学野球連盟に所属する各チーム（東都は1部校のみ）と東京ヤクルトスワローズの写真（春のみ）選手名簿、セリーグ所属の各球団と東都2部リーグの選手名簿、神宮球場の年間使用スケジュール（春季号のみ）、その他OBや記者の座談会やコラム、関連の記録・記事などを掲載。廃刊となり、2017年からは東京六大学、東都大学野球（ベースボール・マガジン社刊、一般書店でも販売）のオフィシャルガイドブックを発行。
- ホームラン（大学野球特集号）／株式会社廣済堂あかつき出版　発行
元来から高校野球などを中心に扱ってきた季刊誌であるが、有名選手が人気チームに進学して大学野球の注目度が上がったのを機に雑誌創刊以来、2008年春季に初めて[13] 大学野球の特集号を発行した。今後継続するかなどの体制は不明。
- アマチュア野球／日刊スポーツ出版社　発行
大学野球の注目度の高まりを見据えながらも、大学野球の話題だけの構成では年間を通して持たないだろうという皮算用で発行が開始された。高校野球・社会人野球なども包括しながら、時には全特集し、時には併載しながらアマチュア野球全体を扱っている。年間4～6回発行されている。2004年春に創刊された。
- College Base Heroes（日刊スポーツグラフ　輝け甲子園の星　特別編集）／日刊スポーツ出版社　発行
有名選手が人気チームに進学したことでの大学野球の注目度の高まりに乗じて、2007年秋季に展望号を発行。2008年春季展望号で通算2度目を迎えた。東京六大学と東都1部の選手カラーガイドを中心に編集。従来からある同社発行の「輝け甲子園の星」に準じた女性ファンをメインターゲットにした方向性の編集内容となっている。2010年で休刊。
- 野球小僧／白夜書房　発行
基本的にはプロ野球新人選手選択会議（ドラフト）対象選手の発掘情報の一部として大学野球を扱っている。ただし、特定の監督や選手にスポットを当てた物語やエッセイ的な記事も多い。全国のリーグ観戦手引き情報も掲載されることもあるが、扱いは不定期。（まとめた情報として掲載されるシーズンもあれば、されないシーズンもある。）
- 東都スポーツ
一般書籍扱いではないミニコミ誌（当初は手書き編集・印刷の発行物として創刊された）。個人が発行責任者になっていて、途中一度の中断期間（1985年春季展望号〜1989年秋季決算号）を挟んだが、1981年秋季決算号から続いている東都大学野球の唯一の専門誌。4部までの全校を独自取材で紹介している。通信販売をはじめとして、神宮球場内、所属校構内売店での販売や、前述の週刊ベースボール増刊「大学野球」でも殆ど毎号に販売案内が掲載され続けている。かつては春秋それぞれに、展望号と決算号が発行されていた。現在は春秋の展望号のみ発行されている。
- 神宮の星「大学野球」（報知グラフ・大学野球特集号）／報知新聞社（出版部）発行
カラー写真をふんだんに使ったグラフ誌。1978年春（8号）からは以前の「東京六大学特集」の題がなくなりその他のリーグや全国大会の情報も扱うようになった。最盛期には年4回（春秋それぞれに展望号と決算号）発行の時期もあったが、年々発行回数が減少し、1980年からは年1回となって1983年の通算15号にて休刊に至った（継続中）。東京六大学リーグ以外や全国大会を扱った情報誌としては当時は唯一[14] のものであった。
- 各種連盟・大会発行物（パンフレットなど）
※それぞれの詳細については、当該の各大会記事や連盟記事の既述を参照の事。以下では概況を解説。
  - 全日本大学野球選手権大会
従来は過去の主な上位記録・出場校の選手名簿・トーナメント表のみを記載した簡素な冊子の発行であったが、第49回大会に大刷新を図り、以後は、写真入り選手名簿・リーグ戦での成績記録・過去の全大会のトーナメント表・代表校一覧、各連盟の概要などが記載されるまでに充実した。過去に一度だけ、連盟結成50年を記念して記録集が発行されている。
  - 明治神宮野球大会
従来から出場校の選手名簿とトーナメント表のみを記載した簡素な冊子の発行。大学の部と高校の部共通。その後、高校の部も全国各エリアの優勝校が出場し、選抜高等学校野球大会の選考に影響する大会となることもあってか過去の記録なども含みページ増なものとなった。大会20周年及び50周年を記念して記録集、記念誌が発行されている。
  - 各連盟リーグ戦
各連盟毎に選手名簿や日程表付きのパンフレットを発行している。各リーグ戦の会場で販売されることが多いが統一された規定等は一切ないので、無料配布の場合、関係者以外には配布しない場合、年間を通して春季のみ発行、シーズン毎に発行、写真付き名鑑、写真なし名簿など、連盟により発行体制や、価格、内容などはそれぞれの連盟によりそ独創的で多種多様になっている。
- その他での一部的な扱い

- - 「週刊ベースボール」
大学野球特集ページ（毎号掲載）
  - 「Baseball clinic（ベースボール・クリニック）」
巻末部にアマチュア野球のトピックスコーナー（毎号掲載）
  - 「日刊スポーツグラフ　輝け甲子園の星」
卒業生特集として大学野球の話題を掲載（不定期）

#### テレビ・ラジオ放送／映像配信について

##### 全国対象

###### 継続中
- 全日本大学野球選手権大会の全試合を専門チャンネルのJ SPORTSが実施。（決勝戦を含めて録画中継の場合もあり）
- 明治神宮野球大会の大部分（高校の部、大学の部合同）を専門チャンネルのスカイA sports+が実施。
- 全日本大学野球選手権大会の決勝をNHKBS1で実施。（かつてはNHK総合での生中継であったが、以後、NHK教育での生中継、総合や教育テレビでの深夜録画中継などのように変遷を辿って現在に至っている。）
- 東京六大学野球の早慶戦（日曜日）を毎シーズン、NHK教育で実施。（かつてはNHK総合、また一時中断した時期もあり）尚、2016年頃から1回戦（土曜日）はBS朝日またはテレ朝チャンネルで生中継している。また、リーグ戦のダイジェストをスカイ・エーで放送。
- 東都大学野球（一部～四部）の全試合をインターネット無料配信を開始。（2016年秋季から）
- 東京六大学野球の全試合のインターネット無料LIVE配信を開始。（2017年春季から）※LIVE配信以外はダイジェスト版のみ
- 首都大学野球の数節をインターネット無料配信。

###### 過去の実績
- 東京六大学野球のリーグ戦を土日の試合を中心に、専門チャンネルの日テレG+、スカイA、テレ朝チャンネルが実施。
- 東京六大学野球のリーグ戦を土日の試合を中心に、CSチャンネルのパワーチャンネルが実施。
- 全日本大学野球選手権大会の準決勝（放送は午後、主に第2試合）をNHK総合テレビが実施（1985年まで、年による）。
- 関西六大学野球の関関戦をNHK総合あるいはNHK教育が実施。（昭和30年代の一時期。）
- 東京六大学野球のリーグ戦で、優勝の可能性が強く絡む試合をNHK総合あるいはNHK教育が実施。
- 東京六大学野球の早慶戦を毎シーズン、またその他カードをNHKラジオ第一で実施。
- 東都大学野球のリーグ戦を専門チャンネルのJ SKY SPORTS（主に神宮球場でヤクルト戦ナイター中継のある日）、スカイAが実施。

##### ローカル

###### 継続中
- 仙台六大学の野球の優勝決定戦を特例がない限り毎シーズン中継。（深夜帯での録画中継。かつては生中継も行われていた。）
- 関西学生野球の同立戦（1試合）をKBS京都が実施。
- 関西六大学野球の産龍戦（1試合）をKBS京都が実施。
- 京滋大学野球の旧・佛学戦（佛教大学-京都先端科学大学）、最終カード時（1試合）をKBS京都が実施。
- 愛知大学野球のリーグ戦（瑞穂球場で開催される試合）の数試合を2006年3月頃から県内ケーブルテレビ局・2007年からは東海ケーブルチャンネルを通じて東海地方のケーブルテレビで放送が開始された。

###### 過去の実績
- 東京六大学野球のリーグ戦をTVKが土日の全試合を中継。テレビ埼玉等の関東独立局にもネットされた。（中止後現在に至る。）
- 東都大学野球のリーグ戦をTVKが週1～2試合を中継。
同局で同時期に数年前から実施中であった東京六大学野球の生中継（前述参照）の好評を受けて実施されたが、開始後2シーズンほどで中止に至った。
- 東京六大学野球のリーグ戦のダイジェスト（CS中継の素材で番組は30分）をTVKが土日の当日分と前週平日分を中心に放送。（中止後現在に至る。）
- 東都大学野球の優勝決定戦（予定）をNHK総合テレビ（1976年まで数回、関東のみ中心）～ラジオ第1（2000年代初頭まで関東ローカル）で実施。
他に大きなニュース・スポーツイベントがない場合に限り実施された。雨天順延などがあった場合はそのまま中止された。
- 東京六大学野球のリーグ戦をTOKYO MXが土日の全試合を中継。（中止後現在に至る。）
- 神奈川大学野球の春秋最終週2カード（2日連続で午後から1日1試合ずつ）をtvkが中継。
- 千葉県大学野球のリーグ戦3カード（1日のみで3試合全て）を千葉テレビが中継。（主に祝日）

#### 主要五大学リーグについて
全日本大学野球連盟の傘下にある東京六大学野球連盟・東都大学野球連盟・関西六大学野球連盟・関西学生野球連盟・首都大学野球連盟の5リーグを総称する表現として存在する。
これらの大学野球リーグは、創設にまつわる経緯、実績の歴史的な積み重ね、加盟チームとしての認知度やその歴史などを総合的に捉えた場合、古くから活躍あるいは強化している加盟チームが多い傾向にあるリーグであることから、大学野球の新聞報道や雑誌での扱いとして、「主要リーグ」・「主要五リーグ」・「主要五大学リーグ」などの様に長い間呼ばれてきた。ただし、全日本大学野球連盟からの出版物内でそういう定義や扱いがあるわけではなく、過去、積極的にそれらの概念を印刷物の中で名称として用いてきた専門雑誌も近年はその直接的な使用は控える傾向にある。但し、一般新聞の全国紙のスポーツ欄において共通的にその対戦結果が報じられるのは、これらの主要リーグとされる5連盟 の結果のみ（コメント記事スペースなどについては配布対象の地域による差異はある。）の扱いになっている。
なお、東京六大学・東都の両連盟に関しては、創設年の古さや、全国大会の実績からその一角を占めるのは一見しても衆目であるが、他の3連盟に関しては若干の補足が必要な部分があるので以下に既述する。
NHKでは総合テレビ、ラジオ第1放送夜間のスポーツニュースで結果を伝えていたが、テレビではその後時間の尺の関係などから大学野球の結果の放送は各リーグのうち優勝決定試合や注目の試合だけに絞っての放送となった（ラジオでは引き続き主要5大リーグの結果を放送している）。前記の週刊ベースボール増刊号「大学野球」では、この主要5リーグは早くから2頁以上で展望記事と選手名簿（東京六大学は当初から、東都は1994年より写真名鑑）を掲載している。
関西六大学野球の扱いについて
連盟創設は1982年の関西大学野球連合の解体と関西地区大学野球の再編成を受けての1982年となっているが、関西大学野球連合時代に旧関西六大学野球に所属経験があるチームで構成されており、再編成当時の関西大学野球界においては、旧関西六大学野球リーグの創設校に準じる伝統と実績を持つ加盟校が所属するリーグとして主要リーグの一角を占めている。
関西学生野球の扱いについて
連盟創設は1982年の関西大学野球連合の解体と関西地区大学野球の再編成を受けての1982年となっているが、旧関西六大学野球が創設されて以来の中心校が加盟校の殆どを占めることから、伝統校が所属するリーグとして主要リーグの一角を占めている。
首都大学野球の扱いについて
連盟創設は1964年で、全日本大学野球連盟の傘下リーグの中でも特に古いわけでもないが、創設間もないリーグで、しかも創設前までは他連盟の下部に所属していた加盟校で占められるリーグが、その創設後の数年内に全国大会で一度ならずも数度の優勝あるいは上位進出を果たす安定した実績を収めるのは、当時異例中の異例の出来事であった。このことが大きな要因となり大学野球界（競技連盟関係者や報道マスコミ関係者）の間でも新進の強豪リーグとして認知されるようになった。また加盟チームには野球部としても伝統あるチームや、首都圏にある大学としても一般的な知名度の面で決して低くない加盟校が多かったこと、連盟創設時の関係者の関連各所（マスコミや競技連盟）への働きかけ・尽力などの熱意が功を奏したことなどがあげられる。

### 準硬式・軟式・女子大学野球について

#### 関連出版物一覧
- 「Baseball clinic（ベースボール・クリニック）」
巻末部にアマチュア野球のトピックスコーナー（毎号掲載。但し当該関連事項の記載があるかは保証外。）